# 천국으로 가는 노동계급
《천국으로 가는 노동계급》(La Classe Operaia Va In Paradiso, The Working Class Goes To Heaven)은 이탈리아에서 제작된 엘리오 페트리 감독의 1971년 영화이다. 지안 마리아 볼론테 등이 주연으로 출연하였고 우고 투치 등이 제작에 참여하였다.
이 영화는 1972년 칸 영화제에 출품되었다.

## 줄거리
31세의 룰루 마사는 15년 동안 같은 공장에서 일해왔다. 경영진이 그의 효율성을 바탕으로 생산량 증대를 요구했기 때문에 그는 동료들에게 미움을 받는다. 룰루는 임금 인상과 근무 시간 단축을 요구하는 노조원들이나, 공장 밖에서 공장주들에게 저항하라고 호소하는 학생들 모두에게 무관심하다. 그는 때때로 작업 환경에 쓰러져 정신병원에 입원한 전 동료 밀리티나를 방문한다. 밀리티나는 과격한 행동과 "벽을 허무는 것"에 대한 환상을 가지고 있다.
룰루는 작업 중 사고로 손가락을 잃자 태도가 급변한다. 그는 파업을 요구하는 노동자들 중 급진파에 가담하고, 여성 동료와 불륜을 저지르며, 학생들을 자신의 아파트로 초대한다. 그 결과, 그의 연인 리디아는 아들과 함께 그를 떠난다. 노조원들이 경영진과 합의에 이르자, 선동적인 행동으로 해고된 룰루를 제외한 직원들은 다시 일터로 돌아간다. 룰루는 학생 시위대를 찾아가지만, 그들은 그가 개별적인 사례이기 때문에 자신들에게는 쓸모가 없다고 선언한다.
이제 광기 직전에 있는 룰루는 리디아와 그녀의 아들이 다시 돌아왔고, 노조원들이 경영진을 설득하여 자신을 재고용했다는 것을 희미하게 깨닫는다. 공장으로 돌아와 다른 동료들과 함께 조립 라인에서 일하면서 그는 벽을 허물고 자신과 동료들이 안개 속에서 나오는 꿈을 이야기한다.

## 출연

### 주연
- 지안 마리아 볼론테
- 마리안젤라 멜라토

### 조연
- 지노 퍼니스
- 살보 란도네
- 루이지 디베르티

## 기타
- 미술: 단테 페레티
- 의상: 프란코 카레티